# Parasponia
Parasponia es un  género de plantas de la familia Cannabaceae. Contiene diez especies.

## Taxonomía
El género fue descrito por Friedrich Anton Wilhelm Miquel y publicado en Plantae Junghuhnianae 68. 1851. La especie tipo es: Parasponia parviflora Miq.

## Especies
- Parasponia andersonii Planch.
- Parasponia aspera Blume
- Parasponia eurhyncha Miq.
- Parasponia melastomatifolia J.J.Sm.
- Parasponia parviflora Miq.
- Parasponia paucinervia Merr. & L.M.Perry
- Parasponia rigida Merr. & L.M.Perry
- Parasponia rugosa Blume
- Parasponia similis Blume
- Parasponia simulans Merr. & L.M.Perry